# Vernon, Kalifornien
Vernon är en ort i Los Angeles County i delstaten Kalifornien i USA. Befolkningen var 91 (nittioen) personer vid folkräkningen år 2000. Vernon har den minsta befolkningen av alla kommuner av typen city i södra Kalifornien och det mesta av ortens yta upptas av industrianläggningar, total areal 13,4 km². 
Vernon var platsen för slaget vid La Mesa som utkämpades den nionde januari år 1847 och markerade slutet för fientligheterna i Kalifornien under det mexikansk–amerikanska kriget, 1846 - 1848.